# Oralna dermoidna i epidermoidna cista
Oralne dermoidne i epidermoidne ciste su cistične tvorevine mekih tkiva koje se mogu pojaviti iznad milohioidnog mišića u sublingvalnom području ili ispod sluzokoži u submandibularnom području usne šupljine. 

## Etiologija
Dermoidna cista nastaje od epitelnih ostataka iz embrionalnog perioda razvoja. Epidermoidna cista nastaje od traumatske inkluzije epitela usne šupljine u submukozno tkivo. Međusobno se razlikuje na osnovu patohistološkog nalaza. Ukoliko se vidi pločasti epitel, lojne žlezde i folikuli dlačica s adneksima kože, radi se o dermodinoj cisti. Patohistološki nalaz bez adneksa kože ukazuje na postojanje epidermoidne ciste. Budući da može biti većih dimenzija, pre hirurškog zahvata obavezno je napraviti MR snimanje.

## Klinička slika
Najčešća lokalizacija cista je u medijalnoj liniji dna usne šupljine. Ponekad se mogu razviti i lateralno ili biti lokalizovane na potpuno drugim mestima. Ukoliko se nalaze u sublingvalnom području, odižu jezik i izazivaju poteškoće u hranjenju, govoru i disanju. S druge strane, ciste smeštene u submandibularnom području dovode do otoka koji izbočuje kožu vrata formirajući formaciju koja liči na podbradak. 
Što se tiče starosne raspodele, najčešće se javljaju kod dece i adolescenata.

## Dijagnostika
U dijagnostici su korisne MR i CT snimanja, a moguće je koristiti i kontrastna sredstva koja omogućavaju prepoznavanje mesta drenaže.

## Terapija
Svaku cistu treba, kao god je to mogucĆe, u celosti odstraniti, jer ona svojim daljim rastom dovodi do resorpcije koštanog tkiva, predstavlja latentno žarište infekcije, a postoji mogućnost maligne alteracije.
U lečenju cista suštinski ne postoji razlika u odnosu na njihovo poreklo. I danas važe dva osnovna postupka koje je opisao Parcˇ (Partsch), poznati kao cistotomija ili Partsch I i cistektomija ili Partsch II.

## Spoljašnje veze
|  | Molimo Vas, obratite pažnju na važno upozorenje u vezi sa temama iz oblasti medicine (zdravlja). |